# محيدثة
محيدثة هي قرية لبنانية من قرى قضاء راشيا في محافظة البقاع.
تبعد البلدة عن العاصمة بيروت: 78 كلم، وترتفع عن سطح البحر: 1140 مترا، وتبلغ مساحتها حوالي 1430 هكتاراً (14.3 كيلومتر مربع)

## وصلات خارجية
معلومات عن القرية في موقع لوكاليبان